# Велетьма (городской округ Навашинский)
Веле́тьма — пристанционный посёлок в городском округе Навашинский Нижегородской области России при станции Велетьма.

## География
Посёлок находится в юго-западной части Нижегородской области, в пределах западной части Приволжской возвышенности, в зоне хвойно-широколиственных лесов, при железнодорожной линии Муром — Арзамас, на расстоянии приблизительно 9 километров (по прямой) к востоку от Навашино, административного центра района. Абсолютная высота — 89 метров над уровнем моря.
Климат
Климат характеризуется как умеренно континентальный, с умеренно холодной зимой и тёплым относительно коротким летом. Среднегодовая температура — 3,6 °C. Средняя температура воздуха самого тёплого месяца (июля) — 17,9 °C (абсолютный максимум — 37 °C); самого холодного (января) — −12,3 °C (абсолютный минимум — −40 °C). Продолжительность безморозного периода составляет около 206 дней. Снежный покров держится в среднем 154 дня.

## Население
| 2002 | 2010 |
| ---- | ---- |
| 117  | ↘6   |

Национальный состав
Согласно результатам переписи 2002 года, в национальной структуре населения русские составляли 96 % из 117 чел.